# Oda Nobuyuki
Oda Nobuyuki (織田 信行 (Chức Điền Tín Hàng) Oda Nobuyuki, 1536 - 22 tháng 11, 1557) còn được gọi là Oda Nobukatsu (織田 信 勝) là em trai của Oda Nobunaga, sống trước thời kỳ Sengoku của Nhật Bản. Ông đã nổi dậy chống lại anh trai mình cùng với nhà Hayashi và nhà Shibata. Thành Suemori của ông đã bị Ikeda Nobuteru chinh phục, Hayashi và Shibata được tha nhưng Nobuyuki bị chặt đầu.